# 지역난방플러스
지역난방플러스 주식회사(地域暖房플러스 株式會社)는 시설관리, 보안관리, 환경관리, 출입관리, 등을 주사업으로 하는 한국지역난방공사의 자회사이다.

## 역사 및 현황
2018년 12월 21일 설립되었으며, 2021년 7월에 2021년 대한민국 일자리 으뜸 기업으로 선정되었다.

## 내용주
1. ↑  지역난방안전과 설립일이 동일하다.